# کوشیا-۴
کوشیا-۴ (به لاتین: Kushtia-4) یک منطقهٔ مسکونی در بنگلادش است که در ناحیه کوشتیه واقع شده‌است.